# 동경 30도
동경 30˚(東經30度)는 본초 자오선으로부터 동쪽으로 30도 떨어진 경선이다. 북극점에서 시작하여 북극해, 유럽, 터키, 아프리카, 인도양, 남극해, 남극, 남극점을 지나는 경선이다.
동경 30도는 서경 150도와 이어져 지구의 둘레를 이룬다.
동경 30도는 다음과 같은 곳을 지난다.
| 좌표                                                  | 나라, 지역, 해역  | 주석                                                            |
| ----------------------------------------------------- | ----------------- | --------------------------------------------------------------- |
| 북위 90° 0′ 동경 30° 0′  / 북위 90.000° 동경 30.000°  | 북극해            |                                                                 |
| 북위 80° 9′ 동경 30° 0′  / 북위 80.150° 동경 30.000°  | 바렌츠해          | 노르웨이 스발바르 제도의 콩쇠위아 섬, 아벨뢰위아 섬 등을 지나감 |
| 북위 70° 42′ 동경 30° 0′  / 북위 70.700° 동경 30.000° | 노르웨이          |                                                                 |
| 북위 70° 4′ 동경 30° 0′  / 북위 70.067° 동경 30.000°  | 바랑에르피오르    |                                                                 |
| 북위 69° 51′ 동경 30° 0′  / 북위 69.850° 동경 30.000° | 노르웨이          |                                                                 |
| 북위 69° 25′ 동경 30° 0′  / 북위 69.417° 동경 30.000° | 러시아            |                                                                 |
| 북위 67° 41′ 동경 30° 0′  / 북위 67.683° 동경 30.000° | 핀란드            | 8km 정도                                                        |
| 북위 67° 37′ 동경 30° 0′  / 북위 67.617° 동경 30.000° | 러시아            |                                                                 |
| 북위 66° 0′ 동경 30° 0′  / 북위 66.000° 동경 30.000°  | 핀란드            |                                                                 |
| 북위 65° 41′ 동경 30° 0′  / 북위 65.683° 동경 30.000° | 러시아            |                                                                 |
| 북위 64° 47′ 동경 30° 0′  / 북위 64.783° 동경 30.000° | 핀란드            |                                                                 |
| 북위 63° 45′ 동경 30° 0′  / 북위 63.750° 동경 30.000° | 러시아            | 2km 정도                                                        |
| 북위 63° 44′ 동경 30° 0′  / 북위 63.733° 동경 30.000° | 핀란드            |                                                                 |
| 북위 61° 45′ 동경 30° 0′  / 북위 61.750° 동경 30.000° | 러시아            |                                                                 |
| 북위 60° 0′ 동경 30° 0′  / 북위 60.000° 동경 30.000°  | 발틱해            | 핀란드만                                                        |
| 북위 59° 52′ 동경 30° 0′  / 북위 59.867° 동경 30.000° | 러시아            |                                                                 |
| 북위 55° 51′ 동경 30° 0′  / 북위 55.850° 동경 30.000° | 벨라루스          |                                                                 |
| 북위 51° 29′ 동경 30° 0′  / 북위 51.483° 동경 30.000° | 우크라이나        |                                                                 |
| 북위 46° 30′ 동경 30° 0′  / 북위 46.500° 동경 30.000° | 몰도바            | 12km 정도                                                       |
| 북위 46° 23′ 동경 30° 0′  / 북위 46.383° 동경 30.000° | 우크라이나        |                                                                 |
| 북위 45° 44′ 동경 30° 0′  / 북위 45.733° 동경 30.000° | 흑해              |                                                                 |
| 북위 41° 8′ 동경 30° 0′  / 북위 41.133° 동경 30.000°  | 튀르키예          |                                                                 |
| 북위 36° 13′ 동경 30° 0′  / 북위 36.217° 동경 30.000° | 지중해            |                                                                 |
| 북위 31° 17′ 동경 30° 0′  / 북위 31.283° 동경 30.000° | 이집트            |                                                                 |
| 북위 22° 0′ 동경 30° 0′  / 북위 22.000° 동경 30.000°  | 수단              |                                                                 |
| 북위 4° 13′ 동경 30° 0′  / 북위 4.217° 동경 30.000°   | 콩고 민주 공화국  |                                                                 |
| 북위 0° 51′ 동경 30° 0′  / 북위 0.850° 동경 30.000°   | 우간다            |                                                                 |
| 남위 1° 26′ 동경 30° 0′  / 남위 1.433° 동경 30.000°   | 르완다            | 키갈리 지역을 통과함                                            |
| 남위 2° 21′ 동경 30° 0′  / 남위 2.350° 동경 30.000°   | 부룬디            |                                                                 |
| 남위 4° 18′ 동경 30° 0′  / 남위 4.300° 동경 30.000°   | 탄자니아          |                                                                 |
| 남위 6° 29′ 동경 30° 0′  / 남위 6.483° 동경 30.000°   | 탕가니카호        |                                                                 |
| 남위 7° 8′ 동경 30° 0′  / 남위 7.133° 동경 30.000°    | 콩고 민주 공화국  |                                                                 |
| 남위 8° 19′ 동경 30° 0′  / 남위 8.317° 동경 30.000°   | 잠비아            |                                                                 |
| 남위 15° 38′ 동경 30° 0′  / 남위 15.633° 동경 30.000° | 짐바브웨          |                                                                 |
| 남위 22° 13′ 동경 30° 0′  / 남위 22.217° 동경 30.000° | 남아프리카 공화국 | 림포포 주 음푸말랑가 주 콰줄루나탈 주 이스턴케이프 주           |
| 남위 31° 18′ 동경 30° 0′  / 남위 31.300° 동경 30.000° | 인도양            |                                                                 |
| 남위 60° 0′ 동경 30° 0′  / 남위 60.000° 동경 30.000°  | 남극해            |                                                                 |
| 남위 69° 18′ 동경 30° 0′  / 남위 69.300° 동경 30.000° | 남극              | 퀸모드랜드, 노르웨이가 영유권을 주장한다.                       |

## 같이 보기
- 동경 29도
- 동경 31도